# (35326) Lucastrabla
1997 EV7 (asteroide 35326) é um asteroide da cintura principal. Possui uma excentricidade de 0.12917150 e uma inclinação de 1.10815º.
Este asteroide foi descoberto no dia 7 de março de 1997 por Osservatorio San Vittore em Bologna.